# Vasile Ladislau Pop
Vasile Ladislau Pop, též Popp (6. ledna 1819 Berindu – 17. února 1875 Budapešť), byl rakouský státní úředník, právník, soudce a politik rumunské národnosti ze Sedmihradska, v 60. letech 19. století poslanec rakouské Říšské rady.

## Biografie
Pocházel z rodiny řeckokatolického vyznání. Vystudoval piaristické lyceum v Kluži (do roku 1835) a pak do roku 1838 tamtéž studoval práva. Později ještě studoval teologii na řeckokatolické koleji svaté Barbory ve Vídni. Od roku 1842 vyučoval matematiku na lyceu v Blaji. Roku 1845 byl nucen po konfliktu s biskupem opustit dráhu pedagoga. Studoval práva v Târgu Mureș a působil potom v soudnictví. Roku 1850 se stal soudním radou ve městě Bistrița, v roce 1852 v Sibini. Patřil mezi nejvýše postavené rumunské úředníky ve Vídni. Od roku 1859 působil jako rada na ministerstvu spravedlnosti ve Vídni. V letech 1861–1865 zastával post viceprezidenta sedmihradského gubernia a v letech 1865–1867 prezidenta vrchního zemského soudního dvora v Sedmihradsku. Od roku 1868 do roku 1875 zastával funkci předsedy národního spolku Asociația Transilvană pentru Literatura Română și Cultura Poporului Român (ASTREI). V roce 1868 inicioval vznik listu Transilvania, který byl tiskovým orgánem ASTREI. Získal Řád železné koruny. V roce 1872 ho císař povýšil na svobodného pána (barona).
Počátkem 60. let se s obnovou ústavního systému vlády zapojil i do vysoké politiky. V zemských volbách byl zvolen na Sedmihradský zemský sněm. Zasedal zde od roku 1863 do roku 1864. Působil také coby poslanec Říšské rady (celostátního parlamentu Rakouského císařství), kam ho delegoval Sedmihradský zemský sněm roku 1863 (Říšská rada tehdy ještě byla volena nepřímo, coby sbor delegátů zemských sněmů). 20. října 1863 složil slib, 12. listopadu 1864 opětovně složil slib. V době svého působení v parlamentu se uvádí jako Ladislaus Basil Popp, prezident nejvyššího sedmihradského soudního dvora ve Vídni.
Po rakousko-uherském vyrovnání se zapojil do soudního systému Uherska. Od roku 1867 byl prezidentem soudního oddělení pro Sedmihradsko v Pešti. V době úmrtí v roce 1875 je popisován jako prezident soudního senátu královského uherského nejvyššího soudního dvora.
Zemřel v únoru 1875 po krátké nemoci.